# Гаврилов, Александр Феликсович
Алекса́ндр Фе́ликсович Гаври́лов (род. 3 декабря 1970 года в Москве) — российский критик и редактор, литературный деятель, поэт, телеведущий, ресторатор, бизнес-ангел, сооснователь электронной издательской системы Ridero, создатель издательства Vidim Books.

## Биография
Окончил факультет русского языка и литературы Московского государственного педагогического института им. В. И. Ленина (1992) и аспирантуру Института мировой литературы им. Максима Горького (1995, сектор «Серебряный век»).
В 1996—1998 гг. редактор полосы «Книги» «Независимой газеты», в 1998—2000 гг. — редактор книжного обозрения «Независимой газеты» «Ex libris-НГ». С 2000 года по 2010 — главный редактор газеты «Книжное обозрение». Глава некоммерческой организации «Институт книги». Доцент кафедры проектов в сфере культуры Высшей школы экономики. Лектор Школы писательского мастерства — Creative Writing School.
Один из инициаторов и руководителей Московского международного открытого книжного фестиваля. Входит в состав жюри многочисленных литературных премий, таких как Национальная литературная премия «Большая книга», Всероссийского конкурса школьных изданий, детской литературной премии «Заветная мечта». Директор книжного фестиваля в г. Новосибирске. Один из организаторов и Международной ярмарки интеллектуальной литературы non/fiction. Первый координатор Независимой литературной премии «Дебют» (в 2000 году). Организатор премии «Человек книги», инициатор премии «Бестселлер года», сопредседатель оргкомитета премии «Просветитель».
Автор и ведущий программы «Вслух (Стихи про себя)» на канале «Культура».
Совладелец клуба ArteFAQ (2007), ресторанов «Сёстры Гримм» (2009) и «Август» (2011).
Один из сооснователей электронной издательской системы Ridero.
Первая подборка стихов опубликована в январе 2017 года журналом «Новый мир».
В 2024 основал Vidim Books — независимое издательство и платформу для дистрибуции книг на русском языке в Европе, Центральной Азии и Северной Америке.
Основа издательского портфеля Vidim Books — книги авторов, которые в России преследуются по политическим мотивам и чьи произведения больше не могут быть изданы на родине.
Проживает в Кракове. Польша.

## Семья

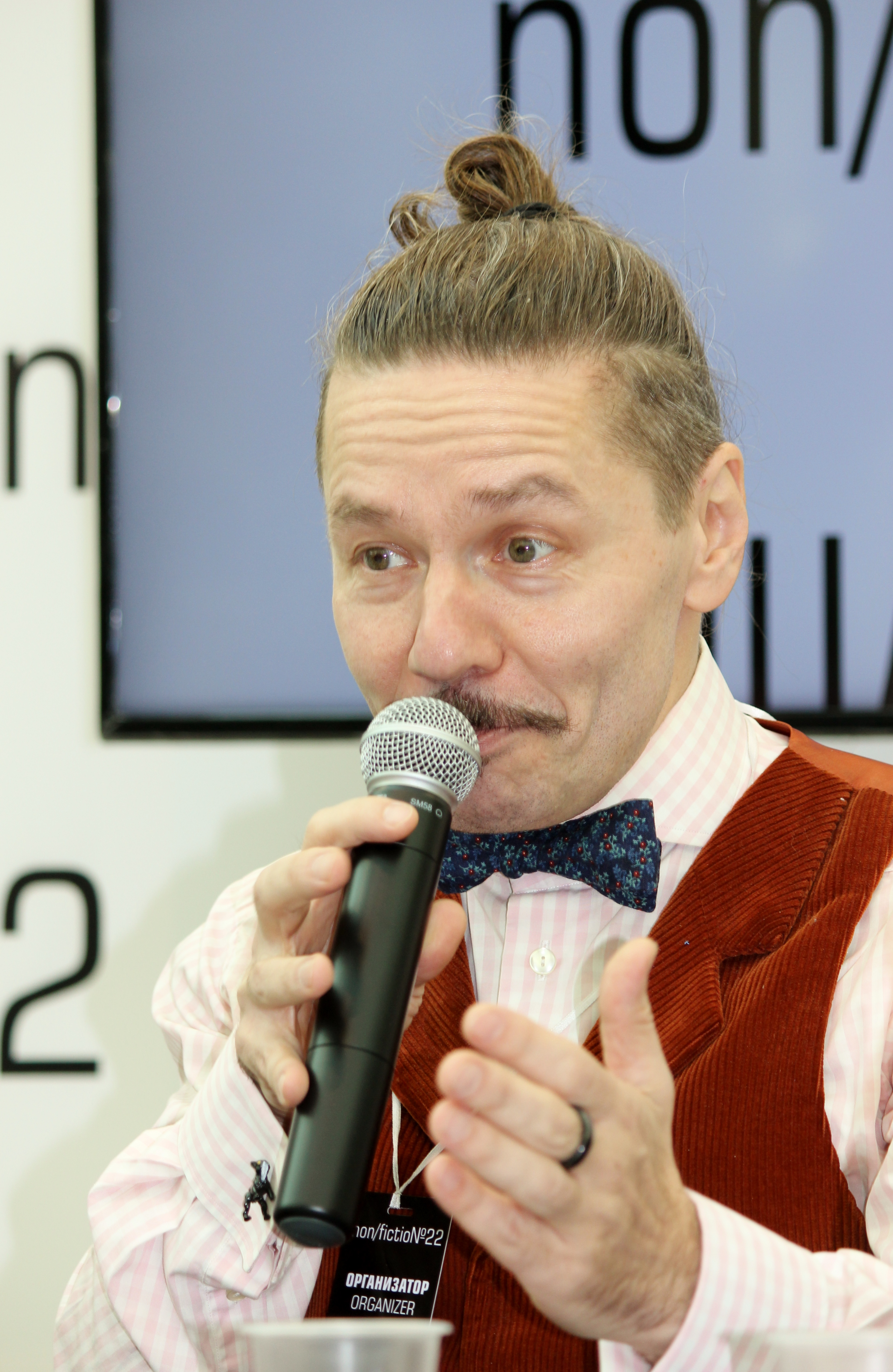
Гаврилов на non/fictio№22, март 2021 г.

Женат на белорусском биологе Анне Козловой.

## Взгляды
В феврале 2013 года записал для проекта «Против гомофобии» видеообращение в поддержку ЛГБТ-сообщества. В 2014 году активно, в составе оргкомитета премии «Просветитель», поддержал бойкот одного из книжных фестивалей из-за фактического запрета там спектакля, подозревающегося в «пропаганде гомосексуализма среди несовершеннолетних», а также спектакля, содержащего нецензурную брань.

## Список публикаций[15]
- «Новая Юность», № 4(31) за 1998 г. «ПИСЬМО ПРОСТОДУШНОГО ДОМОСЕДЛИВОМУ ДРУГУ». Эссе
- «Дружба Народов», № 11 за 1999 г. «О прозе реальной и виртуальной».
- «Новый Мир», № 1 за 2000 г. «Плюс к нам перфект».
- «Новый Мир», № 4 за 2000 г. «Секс, ложь и медиа».
- «Новый Мир», № 9 за 2000 г. «Смерть под языком, или Комиссарские записки».
- «Новый Мир» № 10 за 2016 г. «Макроскоп. Модель для сборки»
- «Новый Мир» № 1 за 2017 г. «Медленный лед» (стихи)